# Prison de Vaasa
La prison de Vaasa (finnois : Vaasan vankila) est un centre pénitentiaire situé dans le quartier Keskusta de Vaasa en Finlande. Elle est administrée par le Service pénitentiaire et de probation de Finlande (fi).

## Présentation
Située en bord de mer, dans la rue Rantakatu au centre de Vaasa, au sud du pont Vaskiluoto, la prison de Vaasa se compose de deux unités, un quartier de détention de 58 places et un quartier de semi-liberté de 12 places. 
Les détenus de la prison de Vaasa sont principalement originaires des régions d'Ostrobotnie et d'Ostrobotnie du Sud. 
La population carcérale moyenne en 2018 était de 76 détenus.
En 2021, la prison de Vaasa compte 60 employés.